# Stefan Dominik Römer
Stefan Dominik Römer herbu własnego (1721–1793) – podkomorzy trocki w latach 1771–1793, chorąży trocki w latach 1766–1771, sędzia ziemski trocki w latach 1752–1766, pisarz grodzki trocki w latach 1741–1752, marszałek województwa trockiego w konfederacji radomskiej 1767 roku, dyrektor trockiego sejmiku przedsejmowego 1746 i 1750 roku, dyrektor trockiego sejmiku deputackiego 1754 roku, dyrektor trockiego sejmiku przedkonwokacyjnego 1764 roku, marszałek konfederacji, dyrektor trockiego sejmiku przedsejmowego 1767 roku, dyrektor trockiego sejmiku deputackiego 1770 i 1771 roku.
W załączniku do depeszy z 2 października 1767 roku do prezydenta Kolegium Spraw Zagranicznych Imperium Rosyjskiego Nikity Panina, poseł rosyjski Nikołaj Repnin określił go jako posła właściwego dla realizacji rosyjskich planów na sejmie 1767 roku, poseł powiatu trockiego na sejm 1767 roku. Poseł na sejm 1776 roku z województwa trockiego. Poseł województwa trockiego na sejm 1780 roku. 
Jego synem z małżeństwa z Anną Pac był Michał Józef Römer.